# Syllis mayeri
Syllis mayeri är en ringmaskart som beskrevs av Musco och Giangrande 2005. Syllis mayeri ingår i släktet Syllis och familjen Syllidae. Inga underarter finns listade i Catalogue of Life.